# Dorsa Argand
I Dorsa Argand sono un sistema di creste lunari intitolato al geologo svizzero Émile Argand nel 1976. Si trova nell'Oceanus Procellarum vicino al confine con il Mare Imbrium e ha un diametro di circa 109 km.